# Doce hombres en pugna (obra de teatro)
Doce hombres en pugna, también conocida como Doce hombres sin piedad —cuyo título original en inglés es Twelve Angry Men ('Doce hombres enfadados')— es una obra de teatro del autor estadounidense Reginald Rose basada en el programa dramático para televisión del año anterior «Twelve Angry Men», cuyo guion había sido escrito por él mismo.

## Gestación
El 20 de septiembre de 1954 la cadena de televisión CBS retransmitió en directo el dramático «Twelve Angry Men» dentro de su espacio Studio One. La obra tenía guion de Reginald Rose, estaba dirigida por Franklin Schaffner e interpretada por Robert Cummings, Franchot Tone y Edward Arnold entre otros actores. El argumento giraba en torno al proceso de deliberación de los doce integrantes de un jurado de una corte de Nueva York en un juicio por parricidio durante un caluroso día de verano.
La emisión fue un éxito. Puesto que la acción se desarrollaba en un escenario casi único, el mismo Rose decidió adaptarla al teatro y escribió el texto de la obra. Esta fue representada en 1955 por primera vez. Posteriormente, el propio Rose realizó diversas adaptaciones del mismo texto, si bien manteniendo siempre la esencia del mismo. La obra ha sido representada en numerosos países y épocas con gran éxito.

## Argumento
El drama representa un jurado obligado a deliberar en un juicio por homicidio. Al principio toman una decisión casi unánime de culpabilidad, con un único disidente de "no culpable", que a lo largo de la obra siembra la semilla de la duda razonable. La historia comienza después de que los alegatos finales han sido presentados en el caso del homicidio. Al igual que en la mayoría de los casos penales de Estados Unidos, los doce hombres deben adoptar su decisión por unanimidad sobre un veredicto de "culpable" o "no culpable". La persona imputada es un joven acusado de asesinar a su propio padre. Al jurado se le indica, además, que un veredicto de culpabilidad conllevará necesariamente una sentencia de muerte. Los doce pasan a la sala del jurado, donde empiezan a familiarizarse con sus respectivas personalidades. A lo largo de sus deliberaciones no se llaman por su propio nombre, sino por el número adjudicado. Varios de los miembros del jurado tienen diferentes razones para mantener prejuicios en contra del imputado: su raza, su origen y la conflictiva relación entre un miembro del jurado y su propio hijo.

## Personajes
- Jurado nº 1 (Entrenador de fútbol): 40 años, presidente de un jurado cuyas dudas no termina de comprender, aunque finalmente cambia su voto a "no culpable".
- Jurado nº 2 (Empleado Bancario): 35 años, empleado de banca, no participa demasiado en la discusión y no se atreve a exponer sus verdaderos pensamientos. Confía en el poder judicial; convencido por algunos de los elementos descritos en el debate, cambió de opinión con bastante rapidez.
- Jurado nº 3 (Transportista de oficio): 50 años, propietario de una pequeña compañía de treinta y siete empleados. Su odio hacia el acusado que se explica en la obra es tal que es el último en seguir dictaminando "culpable".
- Jurado nº 4 (Corredor de bolsa): 35-40 años, corredor de bolsa, serio y reconcentrado, se basa sólo en los hechos, que son a priori en contra del acusado. Por lo tanto, mantiene su voto de culpable durante mucho tiempo, aunque finalmente también cambia.
- Jurado nº 5 (ciudadano lego): 25 años, desempleado, que creció en la misma zona que el acusado y cree ser el único en entender las circunstancias atenuantes, tomando el asunto de forma muy personal. Su voto de "no culpable" es de los primeros.
- Jurado nº 6 (Trabajador obrero): 40 años, pintor de brocha gorda. A pesar de su máxima de "pensar...yo no estoy acostumbrado", reflexiona mucho sobre este caso porque, a diferencia del jurado n.º 10, no tiene sensación de estar perdiendo el tiempo.
- Jurado nº 7 (vendedor de productos varios): 50 años, representante de comercio, está convencido de la culpabilidad y desconfía de los intelectuales. Nada va a cambiar su posición, y finalmente vota "no culpable" sin aparente convicción para poder asistir a un partido de béisbol, del que tiene dos entradas. Pero en el fondo, debido a que quiere aparentar poca seriedad, le cuesta hacer público ese cambio.
- Jurado nº 8 (Profesional de la Construcción): 52 años, arquitecto; es el primero en dictaminar "no culpable", despertando la sombra de la duda entre el resto. Desmonta uno a uno los argumentos de la acusación y consigue revertir la tendencia, para obtener la unanimidad de "no culpable". Fue interpretado por Henry Fonda.
- Jurado nº 9 (Jubilado): 73 años, jubilado. Es comprensivo y atento hacia todos los argumentos. Por eso atiende las razones del Jurado n.º 8 y consigue convencer a algunos de los demás miembros del jurado. Fue interpretado por Joseph Sweeney.
- Jurado nº 10 (Comerciante): 40-50 años, mecánico. El cambio de tendencia le exaspera porque quiere acabar rápidamente de una vez. Bajo la presión de aquellos que ya han cambiado el sentido de su voto, finalmente confiesa que el racismo es la causa de su posición.
- Jurado nº 11 (Relojero): 55 años, relojero originario de Europa del Este, víctima de los prejuicios raciales de los miembros del jurado n.º 3, 7 y 10, muestra su solidaridad con el acusado. Interpretado por George Voskovec.
- Jurado nº 12 (Publicista): 30 años, publicista; cambia la votación tres veces, siguiendo los argumentos de los diferentes intervinientes.

## Representaciones teatrales
- Queen's Theatre, Londres, 1963.[1]
  - Intérpretes: Leo Genn, Walter Fitzgerald, Robert Urquhart, Arnold Ridley, Barry Lowe.

- Bristol Old Vic, Bristol, Reino Unido, 1996.[2]
  - Dirección: Harold Pinter.
  - Intérpretes: Stuart Rayner (Jurado N.º1, Foreman), Kevin Dignam (Jurado N.º2), Tony Haygarth (Jurado N.º3), Timothy West (Jurado N.º4), Maurice Kaufmann (Jurado N.º5), Matt Ferren (Jurado N.º6), Tim Healy (Jurado N.º7), Kevin Whately (Jurado N.º8), Peter Vaughan (Jurado N.º10), Robert East (Jurado N.º11), Christopher Somin (Jurado N.º12), Joshua Losey (alguacil), E. G. Marshall, (Voz del juez).

- Teatro Fígaro, Madrid, 2001.
  - Dirección: Ángel García Moreno .
  - Intérpretes: Juan José Otegui, Alberto Delgado, Fernando Delgado, Juan Gea, Alfredo Alba, Enrique Simón, Manuel Zarzo, José Pedro Carrión, Pablo Sanz, José María Escuer, Conrado San Martín, Tony Isbert, Paco Paredes.

- American Airlines Theatre, Broadway, Nueva York, 2004.[3]
  - Dirección: Scott Ellis.
  - Intérpretes: Mark Blum (Jurado N.º 1), Kevin Geer (Jurado N.º 2), Philip Bosco (Jurado N.º 3), James Rebhorn (Jurado N.º 4), Michael Mastro (Jurado N.º 5), Robert Clohessy (Jurado N.º 6), John Pankow (Jurado N.º 7), Boyd Gaines (Jurado N.º 8), Tom Aldredge (Jurado N.º 9 ), Peter Friedman (Jurado N.º 10), Larry Bryggman (Jurado N.º 11), Adam Trese (Jurado N.º 12), Matte Osian (alguacil), Robert Prosky  (Voz del juez).

- Athenaeum Theater, Melbourne, 2004.[4]
  - Intérpretes: Peter Phelps, Rob Meldrum, George Kapiniaris, Shane Bourne, Nicholas Papademetriou, Aaron Blabey, Marcus Graham, Henri Szeps, Alex Menglet y Russell Fletcher.

- L. A. Theatre Works, Los Ángeles, 2007.[5]
  - Dirección: John de Lancie.
  - Intérpretes: Dan Castellaneta, Jeffrey Donovan, Hector Elizondo, Robert Foxworth, James Gleason, Kevin Kilner, Richard Kind, Alan Mandell, Rob Nagle, Armin Shimerman, Joe Spano, Steve Vinovich.

- Théâtre de Paris, 2009. (Douze hommes en colère).
  - Adaptación: André Obey.
  - Intérpretes: Michel Leeb, Alain Doutey, Pierre Santini.

### Doce hombres en pugnaen México
En México, la obra se interpretó en 2009 con actores como Ignacio López Tarso (Jurado No. 8), Julio Alemán (Jurado No. 3), Aarón Hernán, David Ostrosky, Jorge Ortiz de Pinedo, José Elías Moreno, Juan Ferrara, Marco Uriel, Martín Altomaro, Miguel Pizarro, Miguel Rodarte, Odiseo Bichir, Patricio Castillo, Roberto Blandón, Rodrigo Murray y Salvador Pineda.
Se volvió a representar en 2012 con Pedro Sicard, Darío Ripoll, Hector Suárez, Roberto Blandón, Roberto Sosa (alternando con Luis Fernando Peña), Roberto Ballesteros, Fernando Ciangherotti, Fernando Becerril, Gustavo Rojo, Juan Ignacio Aranda, Dario T. Pie y Carlos de la Mota.
A su vez, también se ha hecho la obra con mujeres (12 mujeres en pugna), igualmente en 2009, con actrices como Raquel Olmedo (Jurado No. 8), Laura Zapata (Jurado No. 3), Erika Buenfil, Marimar Vega, Irán Castillo, Leticia Calderón, Gabriela Murray, Nora Salinas, Yolanda Mérida, Rossana Nájera, Cecilia Gabriela, Azela Robinson, Gabriela Platas y Laura Luz.